# Introdukcja biblijna
Introdukcja biblijna – jeden z działów nauk teologicznych zajmujący się badaniem ksiąg biblijnych: wyjaśnienie powstania pism Starego Testamentu od najwcześniejszych sformowań ustnych, ich przekazem w ramach tradycji ustnej do sformowanie ich na piśmie. Terminem tym określa się również dyscypliny wprowadzające do pracy nad Pismem Świętym.
Za ojca Introdukcji biblijnej do Starego Testamentu uważa się powszechnie niemieckiego teologa, J. G. Eichhorna.